# Oneida (sjö)

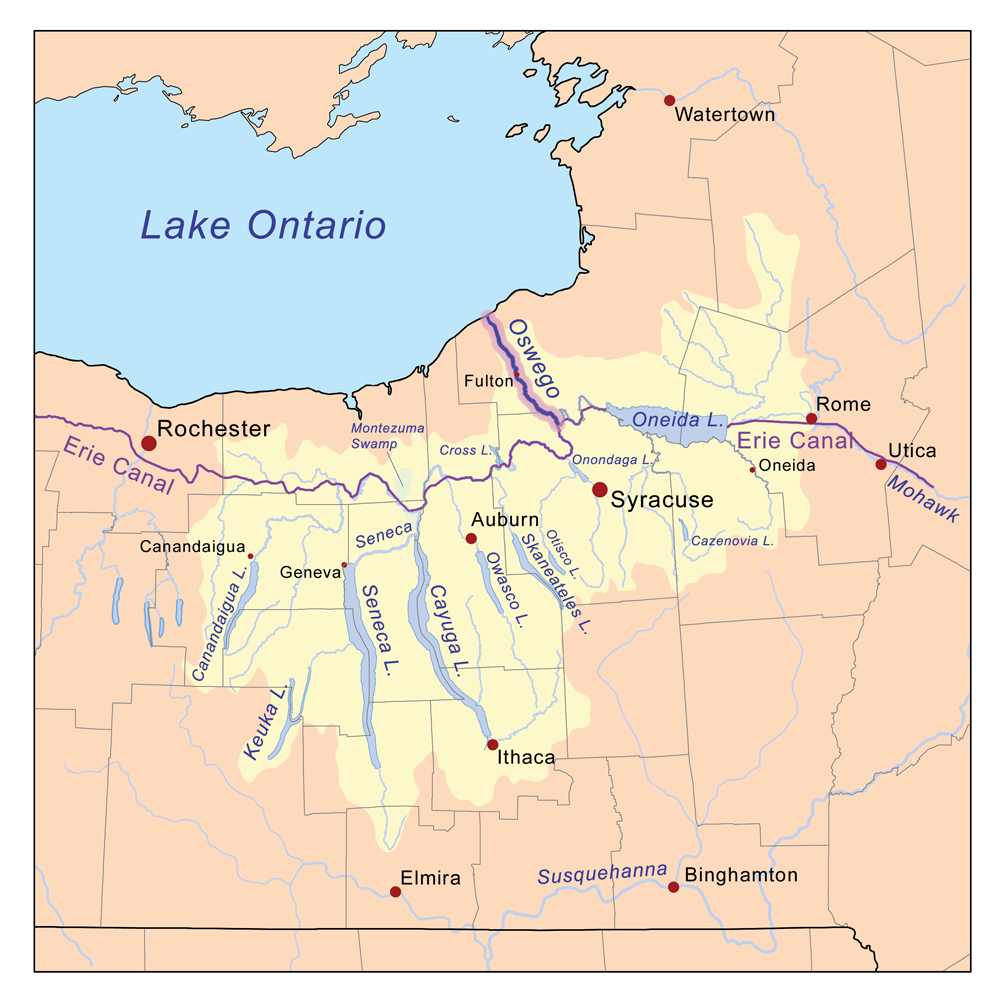
Karta med Oswegofloden markerad och Eriekanalen utsatt. Oneidasjön ligger öster sammanflödet mellan Oneidafloden, Senecafloden och Oswegofloden.

Oneida är en sjö i centrala delstaten New York i USA. Den avvattnas genom Oneidafloden, en biflod till Oswegofloden vilken mynnar i Ontariosjön. 
Oneidasjön är, men en yta av 207 km2, den största sjö som i sin helhet ligger inom delstaten New Yorks gränser. Den är omkring 33 km lång och 9 km bred och har ett medelvattendjup om 6,4 meter. Från urminnes tider till Eriekanalens fullbordan 1825 var Oneidasjön en del av den vattenväg som förband Atlantkusten med Nordamerikas inre 